# Woodruff (Utah)
Woodruff és una població dels Estats Units a l'estat de Utah. Segons el cens del 2000 tenia 194 habitants.

## Demografia
Segons el cens del 2000, Woodruff tenia 194 habitants, 60 habitatges, i 49 famílies. La densitat de població era de 138,7 habitants per km².
Dels 60 habitatges en un 51,7% hi vivien nens de menys de 18 anys, en un 70% hi vivien parelles casades, en un 8,3% dones solteres, i en un 16,7% no eren unitats familiars. En el 13,3% dels habitatges hi vivien persones soles l'1,7% de les quals corresponia a persones de 65 anys o més que vivien soles. El nombre mitjà de persones vivint en cada habitatge era de 3,23 i el nombre mitjà de persones que vivien en cada família era de 3,62.
Per edats la població es repartia de la següent manera: un 42,8% tenia menys de 18 anys, un 5,2% entre 18 i 24, un 24,2% entre 25 i 44, un 15,5% de 45 a 60 i un 12,4% 65 anys o més.
L'edat mediana era de 26 anys. Per cada 100 dones de 18 o més anys hi havia 109,4 homes.
La renda mediana per habitatge era de 43.000 $ i la renda mediana per família de 42.750 $. Els homes tenien una renda mediana de 38.333 $ mentre que les dones 16.875 $. La renda per capita de la població era de 13.976 $. Entorn del 10,5% de les famílies i el 18,7% de la població estaven per davall del llindar de pobresa.

## Poblacions més properes
El següent diagrama mostra les poblacions més properes.